# Медаль ливийской кампании
Медаль ливийской кампании (итал. Medaglia commemorativa delle campagne di Libia) — награда, учреждённая Королевством Италия в 1913 году для награждения всех итальянских военнослужащих, принимавших участие в военных кампаниях в Ливии, начиная с 1911 года. Была упразднена в 2011 году.

## Критерии награждения
Медалью награждались солдат Королевской армии, колониальных войск, а также гражданского и военного персонала Королевского флота Италии, участвовавших в военных кампаниях в Ливии или на территориях, зависимых от Османской империи, после поражения последнего в Итало-турецкой войне 1911—1912 годов.

## Описание
Медаль представляла собой серебряный диск диаметром 32 мм. На аверсе обращённый вправо профиль короля Виктора Эммануила III, вокруг него надпись «VITTORIO . EMANUELE . III. RE . D' . ITALIA», внизу подпись гравёра Луиджи Джорджи. На реверсе надпись «LIBIA» в центре, окружённая лавровым венком.
Медаль была отчеканена Римским монетным двором, но и другие компании также чеканили медали в частном порядке, некоторые из них были из посеребренной бронзы.
На ленте шести синих полос чередуются с пятью тёмно-красными.
Награда очень похожа на медаль «В память итало-турецкой войны 1911-1912 годов», от которой отличается только девизом; лента тоже идентична.